# Crassolabium laticollis
Crassolabium laticollis (syn. Dorylaimus laticollis) is een rondwormensoort. De wetenschappelijke naam van de soort is voor het eerst geldig gepubliceerd door De Man.